# Qtractor
Qtractor je systém pro přímé nahrávání na pevný disk a pracovní stanice pro práci s digitálním zvukem (Digital audio workstation) pro Linux. Qtractor je napsán C++ a je založen na knihovně Qt4. Jeho autorem je Rui Nuno Capela, který je taktéž zodpovědný za další linuxové programy pro práci se zvukem Qjackctl, Qsynth a Qsampler. Cílem je poskytnutí pracovní stanice dostatečně jednoduché pro domácího uživatele, a dostačující i pro profesionálního uživatele.
Qtractor se v současnosti rychle rozvíjí a verze SVN jsou často, jak přichází nové funkce, aktualizovány.
Vydán je za podmínek GNU General Public License a je svobodným software.

## Přehled
Qtractor je nedestruktivní digitální zvukový a MIDI vícestopý skládací sekvencer a aranžér. Neovlivňuje, nemění nebo neupravuje zvukové a/nebo MIDI soubory, které jsou zobrazeny jako předměty se záznamy. Výjimkou jsou soubory pocházející ze zachytávání a nahrávání, nebo přímé změny udělané přes zvláštní postup upravení záznamu (např. Editor MIDI).
V současnosti je Qtractor jako projekt jednoduše koníčkem jednoho vývojáře. Vývoj začal v dubnu 2005. Zpočátku šlo o aplikaci založenou na Qt3. Od října 2006 jde veřejně o program postavený na Qt4.
Qtractor je ryze napevno a výhradně zapojený do infrastruktury JACK (JACK Audio Connection Kit), a sekvenceru ALSA pro MIDI. Jeho nynější závislost na ALSA z něj činí program pouze pro Linux.

## Vlastnosti
- Podpora pro všechny vzorkovací kmitočty, jediným omezením je vybavení
- Podpora pro více souborových formátů zvuku, komprimovaných i nekomprimovaných, včetně starších formátů jako 8SVX a .iff
- Upravování záznamů a schopnost automatického nebo ručního natažení času - změny rychlosti nebo doby trvání zvukového signálu, aniž by byla ovlivněna výška tónu
- Podpora pro většinu hlavních souborových formátů zvukových a MIDI a většinu linuxových technologií přídavných modulů
- Snadná úprava záznamů tažením pravých nebo levých okrajů pro ořezání, nebo dokonce pro natažení času pomocí modifikátoru, klávesy Shift
- Možnost užití Qtractoru v prostředí závěrečné zvukové úpravy. Jeho zapojení s JACKem (JACK Audio Connection Kit) umožňuje použít nástroje pro závěrečné zvukové úpravy, jako je JAMin, k zpracování zvukových dat. JAMin je nástroj na tvorbu konečné podoby nahrávky ze smíchaného vícestopého zdroje.
- Zvukový a MIDI metronom. Uživatel si může vybrat vzorky zvuku
- Snadné přesunování a kopírování přídavných modulů (s parametry) mezi stopami
- Úplná uzpůsobitelnost příkazů klávesových zkratek (zkratkové klávesy) dle potřeb
- Poslech zvukových souborů v souborovém dialogu
- Vestavěný propojovací dialog Qjackctl
- Podpora pro LADSPA (Linux Audio Developer's Simple Plugin API), DSSI (Disposable Soft Synth Interface) (obsahuje obal DSSI-VST), nativní linuxové přídavné moduly VST a LV2

## Slučitelnost
Qtractor spoléhá na přídavné moduly pro umožnění mnoha funkcí od zpracování zvukových efektů po ovládání dynamiky. Qtractor podporuje architekturu přídavných modulů LADSPA, jakož i DSSI, nativní linuxové VST a LV2. Podpora standardu přídavných modulů VST od Steinberga pomocí Wine je dostupná prostřednictvím obalu DSSI-VST. Qtractor "si pamatuje" všechna tato propojení, a zřizuje je znovu, když je projekt se sezením opět nahrán.